# Amarat United FC
El Amarat United FC es un equipo de fútbol de Sudán del Sur que juega en la Primera División de Sudán del Sur, la segunda categoría de fútbol en el país.

## Historia
Fundado en la capital Yuba participó por primera vez en un torneo oficial en 2019 y no clasificó a la fase nacional de liga. En la copa nacional superó la eliminatoria jugada en Yuba, clasifica a las semifinales y avanza directamente a la final donde es campeón con una victoria por 12-0, la que actualmente es el resultado más abultado en la historia de la copa.
Participó por primera vez en un torneo internacional en la Copa Confederación de la CAF 2019-20 donde fue eliminado por el US Ben Guerdane de Túnez en la ronda preliminar.

## Palmarés
- Copa Nacional de Sudán del Sur: 1

2018/19

## Participación en competiciones de la CAF
| Temporada | Torneo                       | Ronda      | Club            | Casa | Visita | Global |
| --------- | ---------------------------- | ---------- | --------------- | ---- | ------ | ------ |
| 2019/20   | Copa Confederación de la CAF | Preliminar | US Ben Guerdane | 0-0  | 1-5    | 1-5    |